# Cheneya morissa
Cheneya morissa är en fjärilsart som beskrevs av William Schaus 1929. Cheneya morissa ingår i släktet Cheneya och familjen silkesspinnare. Inga underarter finns listade i Catalogue of Life.